# Сидни (Илиноис)
Сидни (енгл. Sidney) град је у америчкој савезној држави Илиноис.

## Демографија
По попису из 2010. године број становника је 1.233, што је 171 (16,1%) становника више него 2000. године.
| Група             | 2000.         | 2010.         |
| Белци             | 1.034 (97,4%) | 1.199 (97,2%) |
| Афроамериканци    | 4 (0,4%)      | 11 (0,9%)     |
| Азијати           | 3 (0,3%)      | 1 (0,1%)      |
| Хиспаноамериканци | 4 (0,4%)      | 13 (1,1%)     |
| Укупно            | 1.062         | 1.233         |